# 2014年建三江事件
2014年建三江事件发生于2014年3月20日，中華人民共和國維權律師唐吉田、江天勇、王成、張俊杰四人和九位被关押人的親屬，前往黑龍江省農墾總局建三江管理局青龍山農場“法制教育基地”要求釋放被關押的公民。3月21日上午，所有人被當地公安人員帶走。3月22日，黑龙江省公安厅青龙山农场公安局对江天勇等11人以“利用邪教活动危害社会的违法行为"，分别作出5至15日行政拘留，并处人民幣200至1000元罚款的处罚决定。3月23日，江天勇被青龍山農場公安局行政拘留。

## 背景
中華人民共和國劳教制度於2013年废除之后，关押法轮功学员和上访者的场所就成为非法场所，由於毫無法律依据而被称作黑监狱。黑龍江農墾總局青龍山農場“法制教育基地”被怀疑为黑监狱。因其未經審判關押公民，所以又被部分外国媒体稱為建三江監獄。
隨著新公民運動和思想啟蒙的展開，民眾公民意識的增強。這种現象越來越不被人民容忍。中國法学家滕彪表示，目前中国各地黑監獄，例如"法制教育中心”，當局关押了大量的访民、法轮功学员。多位中國維權律师持續進行调查黑监狱的酷刑，並向“被非法关押者”提供法律援助。。

## 最新動態
- 中國民主黨全國聯合總部對此事件發表聲明[5]
- 滕彪律師快閃行動倡議[6]
- 秦永敏評論了此事件：“黑监狱已成过街老鼠，迫害律师将引发民愤”[7]
- 王成律師父親被襄陽公安詢問是否能夠、願意去東北建三江看望王成。[8]
- 張俊杰律師27日獲釋。在醫院檢查，三根肋骨骨折。[8]
- 遲進春因多日接待建三江關注成員而被哈爾濱當局拘留[9]
- 山東煙台張恩廣被截[10]
- 幫助公民看管物品的劉星失蹤[10]
- 國際特赦組織發表聲明譴責中國公安對毆打和拘留維權律師，特別關注張俊杰律師被毆打，以及關注仍然被拘留的律師唐吉田、江天勇和王成的安全[11]
- 在建三江聚集的律师和其它公民全数被抓，都在车上不知去哪儿[來源請求]。已知失蹤人員名單：李国蓓、付永刚、王胜生、王全章、翟岩民，张圣雨，缘才，陳劍雄，陈艳玲，梁艳，李宝霖，翟建民、陈艳琳、刘星、迟进春、秦兰英、祝忠孝、杨春林、李艳君、邵泽诲、范勇海、张占、田发、全缘才、刘小臣、毛善春、席律、田發權、赵远https://www.molihua.org/2014/04/15.html。其余名单统计中。[來源請求] （页面存档备份，存于）
- 童朝平律师在进入建三江时打来电话称：在距离建三江大约四公里处，有四、五辆警车停着该处设卡进行检查，先查行车本再查身份证并进行登记，盘问进城什么事？[來源請求]
- 李国蓓和袭律师已安全回家[來源請求]2014年3月29日
- 前警察徐兆杰，马新丽来到建三江并向警察们提出劝告:我们蒙冤警察代表来到前方！呼吁全国警察同仁，别再践踏法律！别再走我们被迫害的路，你们如果再违法，以后会比我们现在还惨，当官的到时保不了你们，你们会成为替罪羊!别再迫害全国的维权人士和无辜百姓！[來源請求]2014年3月29日
- 刚刚从建三江回京后的王全章律师，在主任陪同下，拿到了航空总医院急诊科的检查结果：头部软组织损伤。2:据黑龙江前线邵泽海消息：张圣雨、陈剑雄被打得很严重，多次被胶带封嘴 [來源請求]  2014年3月30日 20:07
- 2014年4月4日上午，中國大陸“全国律协”会议室“全国律协”秘书长马国华、会员部宁主任等接待了蔡瑛、胡貴雲等律師。听取了律师代表就建三江事件律师被殴的情况介绍和诉求。律协表示，律协永远是维护律师权利的，建三江之事，律协很重视，对于律师们在建三江的遭遇非常难以理解和接受，律协一定会积极维权，有关维权程序正在启动。律协将向公安部门交涉，追究殴打律师、侮辱律师的行为人责任。[12]
- 4月22日，建三江被拘留殴打出来的维权律师江天勇拿到他在天津医院检查的诊断结果，其八根肋骨骨折。至此，建三江被拘留的四位律师累计骨折24根，其中唐吉田10根、江天勇8根、王成3根、张俊杰3根。[13]
- 2014年4月28日，有消息传出建三江青龙山洗脑班（即黑龙江省农垦总局“法制教育基地”）解体，所有被非法关押的人员都已回家。[14]
- 2014年11月27日，黑龙江省人大副主任、省农垦总局党委书记隋凤富落马。隋凤富被指与已落马的原中共政法委书记周永康关系密切、是制造“建三江事件”的幕后黑手之一。[15][16]

## 官方當局反應
- 还未见到中華人民共和國政府官方对此事件的任何表态
- 2014年4月1日，鳳凰網援引新華網消息[17]，但新華網原文已刪除[18]該消息稱，2014年3月20日傍晚，江天勇、王成、唐吉田、张俊杰等4律师「煽动纠集」38名法轮功學員及家属在建三江农垦总局所謂「法制教育基地」门前「聚众滋事」声援法轮功，并利用随身通讯工具在網路發佈訊息「扰乱社会秩序」。

## 外部連結

### 相關報道
- 秦永敏关于“建三江事件”的述评
- 张俊杰律师获释曝遭警殴打 公安强硬民众及律师续声援（页面存档备份，存于）
- 再探“黑监狱”，四律师被拘（页面存档备份，存于）
- 律师张俊杰：亲历建三江黑牢噩梦
- 律师查黑监狱被抓 网民群起营救[永久]
- 黑监狱/张俊杰律师获释曝遭警殴打 公安强硬民众及律师续声援
- 美國之音中国律师、网友继续关注律师在佳木斯被拘留（页面存档备份，存于）
- 德國之聲中文網探建三江“黑监狱”律师称遭酷刑（页面存档备份，存于）
- 新唐人電視台滕彪：2014律师界该破题了！（页面存档备份，存于）
- 大紀元法广： 黑龙江“建三江”律师抗争记（页面存档备份，存于）

### 圖集
- 唐吉田律师的诊断结果“双侧多发肋骨骨折”医生建议住院。（页面存档备份，存于）
- 江天勇律师经历殴打和15天拘留后的体检诊断结论“全身多处软组织损伤”（页面存档备份，存于）